# Gonzanamá (kanton)
Gonzanamá – kanton w prowincji Loja, w Ekwadorze. Stolicą kantonu jest Gonzanamá.